# Josep M. Barnadas
Josep Maria Barnadas (Alella, Barcelona; 1941-Cochabamba, 26 de septiembre de 2014) fue un historiador boliviano-español afincado en Bolivia especializado en Historia Colonial boliviana.

## Biografía
Nació en el municipio de Alella en Cataluña, España en 1941 y murió en Cochabamba (Bolivia) el 26 de septiembre de 2014.  Obtuvo el bachillerato en humanidades en Quito, Ecuador en 1961, y un año después la licenciatura en Humanidades Clásicas por la Universidad Católica del Ecuador. En 1965 logró la licenciatura en Filosofía por la misma Universidad, y en 1971 se graduó como Doctor en Filosofía y Letras de la Universidad de Sevilla.
Ha sido Director de la Biblioteca y el Archivo Nacional de Bolivia, fundador del Archivo y Biblioteca Arquidiocesanos de Sucre y de la Academia Boliviana de Historia Eclesiástica. Fue fundador y director de la Revista Historia Boliviana.
Fue miembro de número de la Academia Boliviana de la Historia (La Paz, 1994), de la Sociedad Geográfica y de Historia (Sucre, 1994), de la Sociedad Boliviana de Estudios Clásicos (La Paz, 1998), y Académico Correspondiente de la Real Academia de la Historia (Madrid, 2002).  

## Trabajo
En la obra de Barnadas se encontrarán tres obras clave que reflejan el aporte intelectual de este autor: Charcas, 1535-1565. Orígenes históricos de una sociedad colonial, publicada en 1973; el Diccionario histórico de Bolivia, que se publicó en dos tomos en el 2002, y su reciente Bibliotheca Boliviana Antiqva. Impresos coloniales (1534-1825) publicada en dos tomos en el año 2008. La dimensión del esfuerzo desplegado en producir estas obras, y la magnitud del impacto que han tenido en el conocimiento de la realidad boliviana, hacen que éstos sean los trabajos más conocidos de Josep M. Barnadas.
Charcas es un estudio fundamental de los orígenes de nuestra sociedad y ha servido para reorientar el trabajo de numerosos investigadores, así como para situar en un contexto comprensible los estudios realizados sobre aspectos fragmentarios de pasado colonial. Fue publicado por CIPCA hace 38 años. El Diccionario reúne, en dos volúmenes, más de 3.800 artículos sobre Bolivia que fueron elaborados por más de 300 autores. Bajo la dirección y la exigencia crítica de Barnadas, la colaboración de Guillermo Calvo y Juan Ticlla, completaron una iniciativa de Alfonso Crespo Rodas y otros historiadores hasta sistematizar y sintetizar el estado del conocimiento sobre las vidas y obras de los bolivianos, los procesos y las instituciones, los eventos y las acciones que configuraron nuestra sociedad. 
La Bibliotheca registra y resume la producción bibliográfica relacionada con Bolivia a lo largo de todo el periodo colonial, es decir, entre 1534 y 1825, constituyéndose en una fuente de referencia documental de incalculable valor para orientar a los investigadores. 
El estudio minucioso de documentos históricos emprendido por Barnadas se ha cristalizado en la publicación de muchos otros libros, incluyendo algunos que han sido rescatados del olvido y editados por este autor en una forma que no solamente ofrece información al lector, sino datos al investigador. Tal es el caso de las Relaciones jesuíticas de Mojos, La descripción del Perú de Pedro de la Gasca y la Breve descripción de las reducciones de Mojos, del jesuita Francisco Eder. 
De sus estudios históricos han surgido varias biografías que ayudan a comprender el tiempo que vivieron personajes bolivianos notables, así como a conocer su aporte a la construcción de esta sociedad. Sobresale sin duda la notable biografía de Gabriel René Moreno, pero no son menos importantes los estudios sobre la vida y la obra de Álvaro Alonso Barba, el cura metalurgista que contribuyó a consolidar la minería potosina; de Carlos Felipe Beltrán, el párroco precursor de la educación intercultural; del cronista Pedro Ramírez del Águila, del poeta Diego Dávalos y Figueroa, del prócer independentista Mariscal Braun, del filósofo chuquisaqueño Alfonso Querejazu Urriolagoitia y del Cardenal Clemente Maurer, entre otros.
Varios trabajos en colaboración con Jürgen Riester y Xavier Albó registran el aporte de Barnadas a la comprensión de “la cara indígena y campesina de nuestra historia”, así como a la historia del pueblo aimara. Muy cercanos a estos enfoques renovadores se encuentran sus estudios sobre la historia cultural y religiosa del país, sin los cuales es imposible comprender las complejidades de una sociedad como la boliviana. 
Sus estudios sobre historia de la Iglesia están plasmados en varios libros que le llevaron también a promover la creación del Centro de Documentación Eclesial Boliviana, del Archivo y la Biblioteca Arquidiocesanos de Sucre, y de la Academia Boliviana de Historia Eclesiástica, de manera que parte de su obra queda también plasmada en nuevas instituciones encargadas de preservar repositorios documentales y ponerlos al alcance de los investigadores. 
Como promotor de la labor intelectual destaca la creación y el sostenimiento de la revista Historia Boliviana, que a lo largo de siete años alentó y estimuló a una gran cantidad de intelectuales dedicados al conocimiento de la realidad boliviana. Era una revista de formato sencillo y materiales humildes que se irguió en medio de la hiperinflación y sin contar con ningún tipo de respaldo financiero o institucional que no fuera el tesón de Barnadas. Es parte de esa faceta de la labor intelectual de Barnadas, y de su generosidad intelectual con otras personas, la compilación de textos que rinden homenaje a Gunnar Mendoza (realizada con René Arze Aguirre) y a Werner Guttentag, así como la colaboración que brinda al presbítero Enrique Jiménez para la publicación de sus artículos.

## Obras
Parte de su obra escrita incluye: 
- 1) (co-ed.) J. de Velasco SJ, Vocabulario de la lengua Indica, (Quito, Instituto Ecuatoriano de Antropología y Geografía - Biblioteca Ecuatoriana ‘Aurelio Espinosa Pólit’, 1964),  XXXV, 84 p.
- 2) La cultura en su historia, La Paz, Juventud, 1973, 223 p.
- 3) Charcas, 1535-1565. Orígenes históricos de una sociedad colonial (La Paz, CIPCA, 1973), LIII, 635 p.
- 4) (transcripción paleográfica) C. Ponce (edit.) Documentos etnohistóricos. (Tiwanaku,  1657), La Paz, Centro de Investigaciones Arqueológicas,  1974, 31 p.
- 5) Apuntes para una historia aymara (La Paz, CIPCA, 1975), 105 p.
- 6) (coautor anónimo, con Jürgen Riester) Una historia de los indios en Bolivia (La Paz,  Comisión Justicia y Paz, 1975), 82 p.
- 7) Historia. Edad Media - Edad Moderna - América colonial (La Paz, Juventud, 1975),  177 p.
- 8) (ed. y selección) Felipe Waman Puma de Ayala, Primer nueva crónica y buen gobierno, La Paz, Juventud, 1975) 123 p., ilustrcs.
- 9) (revisión de la transcripción paleográfica) C. Ponce (ed.) El conato revolucionario de  1805. El expediente referente al proceso seguido a Aguilar, Ubalde y otros, La Paz,  Casa Municipal de la Cultura ‘Franz Tamayo’, 1976, 275 p.
- 10) La iglesia católica en Bolivia (La Paz, Juventud, 1976), 130 p.
- 11) Apuntes para una historia aymara (La Paz, CIPCA, 19762), 105 p.
- 12) (ed.) Pedro de la Gasca, Descripción del Perú (1553) (Caracas, Universidad Católica ‘Andrés Bello’ / Instituto de Investigaciones Históricas, 1976), 77 p.
- 13) Historia. Edad contemporánea. Bolivia republicana (La Paz, Juventud, 1976), 155  p.
- 14) (ed.) Los aymaras dentro de la sociedad boliviana (La Paz, CIPCA, 1976), 85 p.
- 15) (ed.) Los aymaras dentro de la sociedad boliviana (La Paz, CIPCA, 1976), 85 p.
- 16) (ed.) Pedro de la Gasca, Descripción del Perú (1553), Caracas, Universidad Católica  "Andrés Bello"/ Instituto de Investigaciones Históricas, 1976), 77 p.
- 17) Historia de la Iglesia en Bolivia. La Cristiandad Andino-Inkaica (La Paz, [Comi- sion de Pastoral], 1977), 154 p. [edición no venal]
- 18) El trabajo científico y su método (La Paz, Juventud, 1977), 165 p.
- 19) (con Juan José Coy) Realidad sociohistórica y expresión literaria en Bolivia (Co- chabamba, Los Amigos del Libro, 1977),
- O. Introducción general y bibliografía, 122 p. 1. Nataniel Aguirre, Juan de la Rosa, 30 p.	 2. Alcides Arguedas, Raza de bronce, 27 p. 3. Raúl Botelho Gosálvez, Coca, 18 p. 4. Jesús Lara, Surumi, 31 p. 5. Augusto Céspedes, Metal del diablo, 6. Carlos Medinaceli, La Chaskañawi, 7. Adolfo Costa du Rels, La Laguna H.3, 8. Arturo von Vacano, Sombra de exilio, 20 p. 9. Adela Zamudio, Cuentos breves, 22 p. 10. Raúl Botelho Gosálvez, Altiplano, 25 p. 11. Juan Bautista Coimbra, Siringa, 20 p. 12. Jesús Lara, Yanakuna, 25 p. 13. Jaime Mendoza, En las tierras del Potosí, 31 p.	 14. Armando Chirveches, La candidatura de Rojas, 23 p. 15. Augusto Céspedes, Sangre de mestizos, 29 p. 16. Jesús Lara, Ñancahuazú, 27 p.
- 20) (con A. Mitre) “Historia Latinoamericana”, Suplemento de Los Tiempos (Cochabamba), 7-V, 8 p.
- 21) Apuntes para una historia aymara (La Paz, CIPCA, 19783), 111 p.
- 22) (anónimo) La Iglesia de Bolivia: ¿compromiso o traición? De Medellín a Puebla. Ensayo de análisis histórico ([La Paz, 1978], 153 p.
- 23) (con René D. Arze) (eds.) Estudios bolivianos en homenaje a Gunnar Mendoza L.  (La Paz, 1978), 328 p.
- 24) (ed.) Jesús Lara, Chajma (Obra dispersa) (La Paz, Juventud, 1978), 304 p.
- 25) (rev. trad.) J. Riester (edit.) C. Nimuendaju-Unkel Los mitos de creación y de des- trucción del mundo como fundamentos de la religión de los Apapokuva –Guaraní (Lima, CAAP, 1978), 219 p.
- 26) (ed.), Historia Boliviana (Cochabamba), I-VII (1981-1987)
- 27) Au/c/tos de fe (Cochabamba, Historia Boliviana, 1983), 384 p.
- 28) (con X. Albó) La cara campesina de nuestra historia (La Paz, UNITAS, 1984), 264  p.
- 29) "The Catholic Church in Spanish America", en: L. Bethell (ed), Cambridge History of  Latin America (Cambridge, Cambridge University Press, 1984), I/1, pp. 511-540 y 617- 620 30) (con X. Albó y A. Sist) La cara campesina de nuestra historia (La Paz, UNITAS, 19852), 306 p.
- 31) (ed.), Francisco J. Eder SJ, Breve descripción de las reducciones de Mojos, ca. 1782, (Cochabamba, Historia Boliviana, 1985), CIV, 424 p., ilustr.
- 32) Álvaro Alonso Barba (1569-1662). Investigaciones sobre su vida y su obra (La  Paz, Biblioteca Minera Boliviana, 1986), XVII + 283 p., ilustr.
- 33) "Bolivia", en: Historia General de la Iglesia en América Latina. VIII: Perú, Boli- via y Ecuador (Salamanca, CEHILA – Sígueme, 1987), pp. 40-52, 84-97, 137-145, 183- 192, 230-246, 308-324, 387-399, 447-457
- 34) Manual de bibliografía. Introducción a los estudios bolivianos contemporáneos,  1960-1984 (Cuzco, Centro de Estudios Rurales Andinos ‘B. de las Casas’, 1987), XXXI, 514  p.
- 35) Gabriel René Moreno (1836-1908). Drama y gloria de un boliviano (La Paz, Altiplano, 1988), 269 p.
- 36) Es muy sencillo: llámenle Charcas. Sobre el problema de los antecedentes coloniales de Bolivia y de su histórica denominación (La Paz, Juventud, 1989), 115 p.
- 37) "La Iglesia Católica en la Hispanoamérica colonial", en: L. Bethell (edit.) Historia de  América Latina. 2: América Latina colonial: Europa y América en los siglos XVI,  XVII, XVIII (Barcelona, Crítica, 1990), pp. 185-207 y 241-245
- 38) Invitación al estudio de las letras de Charcas (Cochabamba, Historia Boliviana,  1990), 95 p.
- 39) (ed.) El libro, espejo de la cultura. Estudios sobre la cultura del libro en Bolivia dedicados a Werner Guttentag en su septuagésimo aniversario (Cochabamba, Los Amigos del Libro, 1990), 187 p.
- 40) (con X. Albó) La cara india y campesina de nuestra historia, La Paz, UNITAS-CIPCA, 19903), 324 p.
- 41) Els catalans a les Indies. Buròcrates - Clergues - Professions liberals (1493-1830). Assaig de panorama (Barcelona, Generalidad de Cataluña / Comissió Amèrica i Catalunya 1992, 1991), I-III, 326, 313, 579 pp.
- 42) Quadern de Praga (Barcelona, Barcelonesa d'Edicions, 1991), 106 p.
- 43) El trabajo científico y su método (La Paz, Juventud, 19912), 165 p.
- 44) El vigía insomne (La Paz, Edit. Gisbert, 1994), 173 p.
- 45) El Seminario Conciliar de San Cristóbal de La Plata - Sucre, 1595-1995. Aporta- ción a su historia en su IV Centenario (Sucre, Archivo-Biblioteca Arquidiocesanos  ‘Monseñor Taborga’, 1995), 398 p., ilustrcs.
- 46) (con Carmen B. Loza) El poeta Diego Dávalos y Figueroa y su contexto colonial  en Charcas: Aporte documental (1591-1669) (Sucre, Historia Boliviana, 1995), 59 p.
- 47) (ed.) A. de Herrera y Toledo, Relación eclesiástica de la Iglesia Metropolitana de los Charcas. 1639 (Sucre, Archivo-Biblioteca Arquidiocesanos ‘Monseñor Taborga’, 1996), 115 p.
- 48) La Crónica Oficial y la Historia Eclesiástica de las Indias Occidentales (Sucre, Archivo-Biblioteca Arquidiocesanos ‘Monseñor Taborga’, 1996),  54 p.
- 49) (ed.) Inka Garcilaso de la Vega, Antología. I: El Tawantinsuyu (La Paz, Juventud,  1996), 163 p.
- 50) La cultura en su historia (La Paz, Juventud, 1997), 240 p. (“Nueva versión revisada y au mentada”)
- 51) Carlos Felipe Beltrán (1816-1898). Un párroco boliviano amigo de los indios (Oruro, CEDIPAS, 1998), 102 p., ilustrcs.
- 52) (ed.), Pedro de la Gasca, Descripción del Perú (1551/1553) (Cuzco, Centro de Estudios Regionales Andinos ‘B. De las Casas’, 19982), LXXI, 75 p.
- 53) (ed.), El Mariscal Braun a través de su epistolario (Antología) (Cochabamba, Los Amigos del Libro, 1998), 228 p.
- 54) Historia. I: Edad media (siglos V-XV). II: Edad Moderna (siglos XV-XIX). III: América (siglos XVI-XIX). IV: Bolivia (siglo XIX), La Paz, Juventud, 1998, 245 p. [“Segunda edición revisada”]
- 55) Historia. Edad Contemporánea (1914-1998). Bolivia: siglo XX (1898-1998) (La Paz, Juventud, 1999, 194 p., ilutracs. [“Segunda edición revisada”]
- 56) A los 25 años de la muerte de Don Alfonso Querejazu Urriolagoitia (Sucre, 1900 – Ávila, l974). Conferencia pronunciada en el Acto Conmemorativo celebrado, el 27 de abril de 1999, en el Palacio Arzobispal de Sucre (Sucre, Archivo-Biblioteca Arquidiocesanos ‘Mons. Taborga’, l999, 38 p.
- 57) El Cardenal Maurer de Bolivia, 1900-1990. Breve biografía en el centenario de su nacimiento (Sucre, 2000), 314 p., ilustr.
- 58) Del Barroco literario en Charcas. Doce cartas de Alonso Ortiz de Abreu a su esposa o las trampas del amor y del honor (1633-1648) (Sucre, Historia Boliviana, 2000), 62 p.
- 59) Los árboles y los bosques. Testimonio de una disidencia (Sucre, Universidad Andina ‘S. Bolívar’, 2001), 300 p.
- 60) (ed.), Diccionario Histórico de Bolivia, I-II (Sucre, Grupo de Estudios Históricos, 2002), 1152, 1217 p. 61) (ed.), Jerónimo Méndez de Tiedra OP, Constituciones del I Sínodo Platense (1619-1620) (Sucre, Archivo-Biblioteca Arquidiocesanos ‘Monseñor Taborga’, 2002), XXII + 142 p.
- 62) El presbítero y cronista Pedro Ramírez del Águila. Aporte a su biografía y a su obra (1596-1640) (Sucre, Archivo-Biblioteca Arquidiocesanos ‘Monseñor Taborga’, 2002), 103 p.
- 63) (con L. H. Antezana) (ed.), G. R. Moreno, Últimos días coloniales en el Alto Perú, I-II, Caracas, Biblioteca Ayacucho, 2993, XXXIX, 375, 427 p.
- 64) Una vida entrevista, Prólogo de Marcela Inch Calvimonte, Cochabamba, Verbo Divi- 	no, 2005, VI, 300 p., ilustrcs.
- 65) Ensayo Bibliográfico sobre el Latín en Bolivia. (Siglos XVI-XXI), La Paz, Socie- dad Boliviana de Estudios Clásicos–Centro de Estudios Bolivianos Avanzados, 2005, 90 p.
- 66) (ed. con M. Plaza) Seis relaciones jesuíticas de Mojos. Geografía – Etnografía – Evangelización (Cochabamba, Historia Boliviana, 2005), 200 p.
- 67) (ed.), Enrique Jiménez Rocha Pbro., Escritos, 1933-2006 (Cochabamba, 2007), 433 p.,  	ilustrcs.
- 68) Bibliotheca Boliviana Antiqva. Impresos coloniales (1534-1825), I-II (Sucre, Ar- 	chivo y Biblioteca Nacionales de Bolivia, 2008), 855, 913 p., ilustrcs.
- 69) Invitación al estudio de las letras de Charcas (Cochabamba, Historia Boliviana,  	20082),  66 p.
- 70) (ed. ), Wolfgang Bayer SJ, Viaje al Perú. Juli – Titiqaqa – La Paz, 1749-1769 (Cochabamba, Historia Boliviana, 2009), 135 p.
- 71) (ed.), Diego de Eguiluz SJ, Relación de la Misión Apostólica de Mojos [1696] (Cochabamba, Historia Boliviana, 2010), 68 p
- En esta relación de la obra de Barnadas no se incluyen 135 artículos publicados en revistas especializadas de todo el mundo, y varias traducciones al castellano de obras en alemán, latín, italiano e inglés.